# المصارعة في الدورة الرياضية العربية الأولى الإسكندرية 1953

## المصارعة الحرة

### توزيع الاوسمة
| ت | البلد  | ذهبية | فضية | برونزية | المجموع |
| - | ------ | ----- | ---- | ------- | ------- |
| 1 | مصر    | 7     | 1    | -       | 8       |
| 2 | لبنان  | 1     | 4    | 1       | 6       |
| 3 | سوريا  | -     | 3    | 1       | 4       |
| 4 | العراق | -     | -    | 2       | 2       |

### النتائج الكاملة
| اللعبة  | الذهبية                         | الفضية                | البرونزية                 |
| ------- | ------------------------------- | --------------------- | ------------------------- |
| 52 كغم  | محمد عبد الحميد (مصر)           | أحمد نحله (لبنان)     | -                         |
| 57 كغم  | عبده عبود (لبنان)               | محمود حسن (مصر)       | صالح مهدي (العراق)        |
| 62 كغم  | جميل عيسوي (مصر)                | ايلي نعسان (لبنان)    | عبد العزيز العجوز (سوريا) |
| 68 كغم  | محمد السقاري (مصر)              | ناظم امين (لبنان)     | مهدي وحيد (العراق)        |
| 74 كغم  | محمود عثمان (مصر)               | علي النحاس (سوريا)    | -                         |
| 82 كغم  | حسين عبده (مصر)                 | يعقوب رومانوس (لبنان) | محمد خليل تفتانة (لبنان)  |
| 90 كغم  | محمد الحسيني إسماعيل محمد (مصر) | عبدو جيل (سوريا)      | -                         |
| 100 كغم | محمد أمير هلال (مصر)            | شفيق بغدادي(سوريا)    | -                         |

## المصارعة اليونانية-الرومانية

### توزيع الاوسمة
| ت | البلد | ذهبية | فضية | برونزية | المجموع |
| - | ----- | ----- | ---- | ------- | ------- |
| 1 | مصر   | 5     | -    | -       | 5       |
| 2 | لبنان | 1     | 2    | -       | 3       |
| 3 | سوريا | -     | 4    | -       | 4       |

### النتائج الكاملة
| Event  | الذهبية                     | الفضية                | البرونزية |
| ------ | --------------------------- | --------------------- | --------- |
| 52كغم  | محمد عبد الحميد الورد (مصر) | علي محمد الساس(سوريا) | -         |
| 57كغم  | محمود حسن (مصر)             | علي حسين حيدر(سوريا)  | -         |
| 63كغم  | جميل عيسوي (مصر)            | ايلي نعسان (لبنان)    | -         |
| 68 كغم | خليل طه (لبنان)             | مصطفى الحلبي(سوريا)   | -         |
| 82 كغم | عادل إبراهيم (مصر)          | محمد هاجر(سوريا)      | -         |
| 90كغم  | علي حامد علي (مصر)          | جان زير (لبنان)       | -         |

## مجموع اوسمة المصارعة
| ت | البلد  | ذهبية | فضية | برونزية | المجموع |
| - | ------ | ----- | ---- | ------- | ------- |
| 1 | مصر    | 12    | 1    | -       | 13      |
| 2 | لبنان  | 2     | 6    | 1       | 9       |
| 3 | سوريا  | -     | 7    | 1       | 8       |
| 4 | العراق | -     | -    | 2       | 2       |